# VAZ-2103

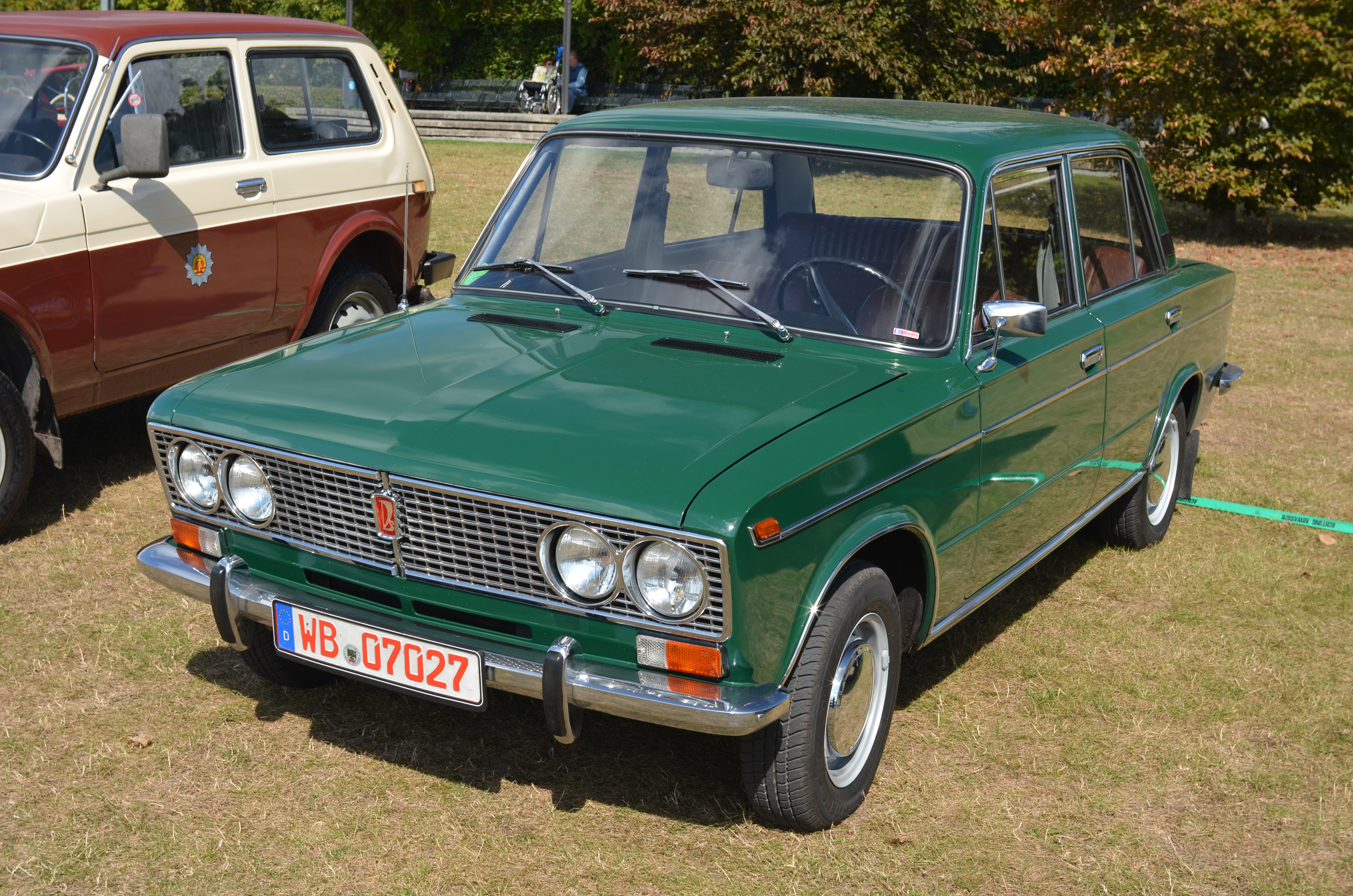
VAZ-2103

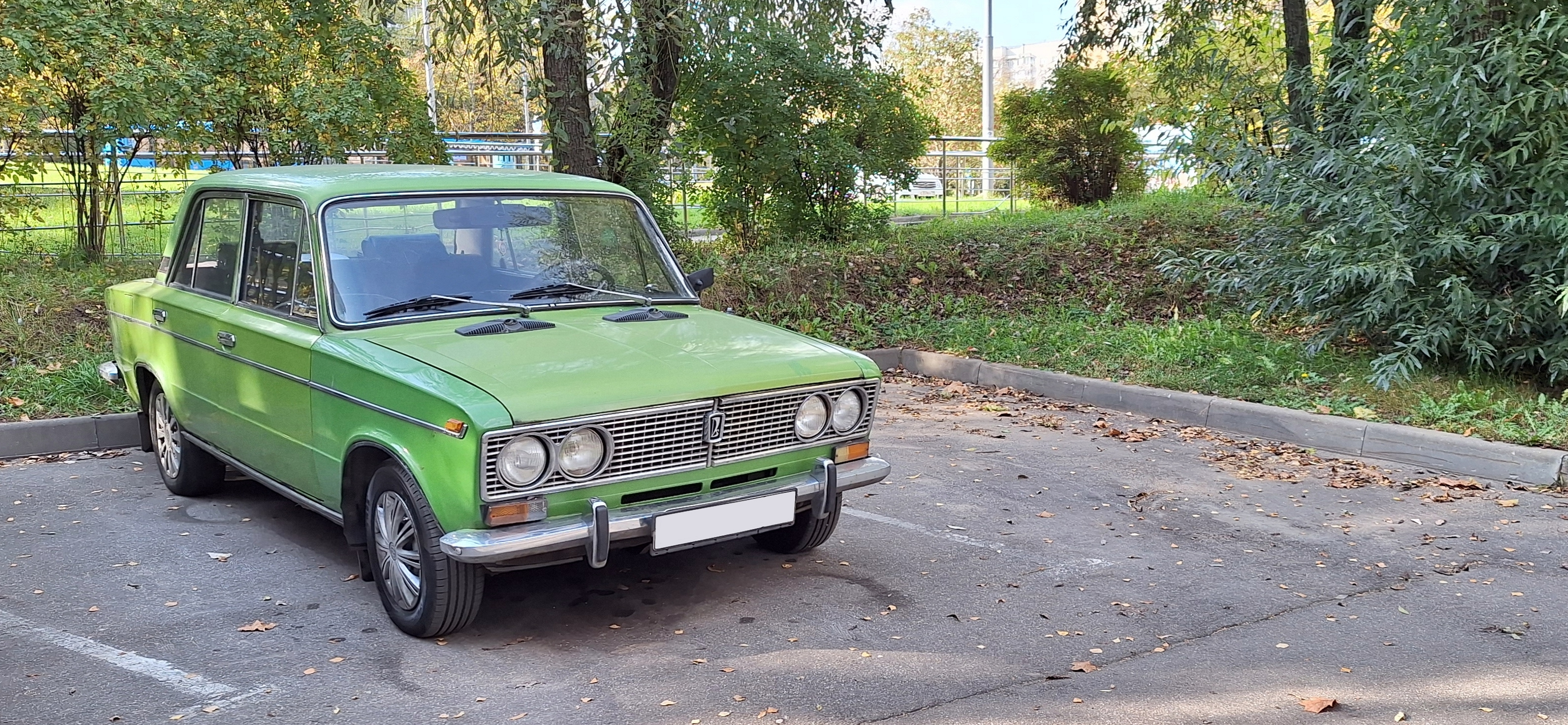

VAZ-2103(러시아어: ВАЗ-2103)은 소련의 바즈(VAZ, 현재의 러시아의 아브토바즈의 전신)에서 생산된 4도어 세단 자동차이다. 1972년부터 1984년까지 바즈와 피아트의 합작을 통해 제조되었으며 피아트 124를 기반으로 하여 제조된 것이 특징이다.
소련 시장에서는 지굴리 2103(Zhiguli 2103)이라는 이름으로 판매되었으며 "트로이카"(Troika)라는 별칭으로 부르기도 했다. 해외 시장에서는 라다 1500(Lada 1500)이라는 이름으로 수출되었고 1970년대 중반부터 1980년대 초반까지 해외로 수출되었다.

## 사양
- 분류: 4도어 세단
- 엔진: 직렬 4기통 1.2L
- 구동 방식: 전방 배치 후륜 구동
- 변속기: 수동변속기 4단
- 휠 베이스: 2,424mm
- 전체 길이: 4,115mm
- 전체 너비: 1,610mm
- 전체 높이: 1,446mm
- 중량: 1,030kg